# Атырау (аэропорт)
Международный аэропорт «Атыра́у» имени Х. К. Доспановой (каз. Атырау халықаралық әуежайы; KASE: ATRA (ИАТА: GUW, ИКАО: UATG) — аэропорт города Атырау. Основан в 1931 году.
Эксплуатацию аэропорта под доверительным управлением осуществляет структура КТЖ Airport Management Group, 100 % акций принадлежит ФНБ «Самрук-Казына».
В Атырауской области имеется аэропорт местных воздушных линий Тенгиз. В советский период в области был создан целый ряд аэропортов местных воздушных линий (Индерборский, Карабау, Миялы, Райгородок, Макат, Кульсары), однако в 1990-х годах они были заброшены и с тех пор используются как посадочные площадки для самолётов Ан-2 и вертолётов при проведении авиационных работ.
Является одним из ключевых аэродромов малобюджетной компании FlyArystan.

## Авиакомпании и направления
По состоянию на 2020 года из аэропорта Атырау выполняются перелеты по следующим направлениям:

## Показатели деятельности
В 2018 году аэропорт города Атырау обслужил 833 тысяч 968 пассажиров и обработал 5 060 тонн груза.

### Пассажиропоток
| год            | 2012    | 2013    | 2014    | 2015    | 2016    | 2017    | 2018    |
| Пассажиропоток | 549 074 | 553 195 | 564 526 | 609 070 | 624 604 | 778 795 | 833 968 |

## Принимаемые типыВС
Ан-12, Ан-24, Ан-26, Ан-28, Ан-30, Ан-32, Ан-72, Ан-74, Ан-124, Ил-62, Ил-76, Л-410, Ту-134, Ту-154, Як-40, Як-42, Airbus A319, Airbus A320, Airbus A321, ATR 42, ATR 72, Boeing 707, Boeing 737, Boeing 747, Boeing 757, Boeing 767, и др. типы ВС 3-4 класса, вертолёты всех типов. Максимальный взлётный вес воздушного судна без ограничений. Классификационное число ВПП (PCN) 84/F/C/X/T.